# 天国のドア
『天国のドア』（てんごくのドア）は、松任谷由実（ユーミン）の22枚目のオリジナルアルバム。1990年11月23日に東芝EMIからリリースされた（CD：TOCT-5900、CT：TOTT-5900）。

## 解説
- サブタイトルは英語名で、「THE GATES OF HEAVEN」となっている。
- キャッチコピーは、「永遠をお探しですか。」。
- ユーミンは、このアルバム1枚の売上だけで、第5回日本ゴールドディスク大賞アーティスト・オブ・ザ・イヤーを受賞[2]。1アイテムだけでゴールドディスク大賞のアーティスト・オブ・ザ・イヤーを受賞したのは、現時点ではユーミンただ一人である。
- 共に初回プレスは「マルチスクリーン仕様」になっており、歌詞カードの挿入部に、画面が30分割されているフレネルレンズシートが入っていた。
- 1991年日本レコード大賞ポップス・ロック部門優秀アルバム賞受賞
- 発売時の予約枚数は164万枚に達した[3]。
- 発売元の東芝EMI発表によると、1991年1月7日現在でCDとテープを合わせた総出荷枚数が200万6316枚に達し、日本のアルバム作品としては初めて200万枚を出荷した[4][注釈 1]。記念としてゴールドディスク仕様の非売品CDが製作され、またユーミンが前作『LOVE WARS』で持っていた当時のアルバム出荷の日本記録（199万枚）を更新した[4]。これ以降1990年代を通じて続く、アルバム市場の急激な拡大の幕開けであった。
- 1990年12月4日から1991年4月28日、コンサートツアー『天国のドア』が行われた。なお、このライブは後にビデオ化され、『WINGS OF LIGHT "THE GATES OF HEAVEN" TOUR』というタイトルにて発売された。

## 収録曲

### CD
| 全作詞・作曲: 松任谷由実。 |                                                   |            |            |                       |      |
| #                          | タイトル                                          | 作詞       | 作曲・編曲 | 編曲                  | 時間 |
| 1.                         | 「Miss BROADCAST」                                | 松任谷由実 | 松任谷由実 | 松任谷正隆            | 4:54 |
| 2.                         | 「時はかげろう -Time Is an Illusion-」            | 松任谷由実 | 松任谷由実 | 松任谷正隆            | 4:58 |
| 3.                         | 「Aはここにある -I Have the Ace of Spades-」      | 松任谷由実 | 松任谷由実 | 松任谷正隆、Jerry Hey | 4:29 |
| 4.                         | 「満月のフォーチュン -Full Moon Fortune-」        | 松任谷由実 | 松任谷由実 | 松任谷正隆            | 4:43 |
| 5.                         | 「Glory Birdland」                                | 松任谷由実 | 松任谷由実 | 松任谷正隆            | 4:50 |
| 6.                         | 「ホタルと流れ星 -Fireflies and Shooting Stars-」 | 松任谷由実 | 松任谷由実 | 松任谷正隆、Jerry Hey | 4:13 |
| 7.                         | 「Man In the Moon」                               | 松任谷由実 | 松任谷由実 | 松任谷正隆            | 4:33 |
| 8.                         | 「残暑 -Lingering Summer Heat-」                  | 松任谷由実 | 松任谷由実 | 松任谷正隆            | 4:15 |
| 9.                         | 「天国のドア -The Gates of Heaven-」              | 松任谷由実 | 松任谷由実 | 松任谷正隆            | 4:01 |
| 10.                        | 「SAVE OUR SHIP」                                 | 松任谷由実 | 松任谷由実 | 松任谷正隆            | 6:24 |

### 楽曲解説
1. Miss BROADCAST
女性キャスターをテーマにしたナンバー。1991年テレビ朝日の報道番組の番組スポットに使用。同年TBS系ドラマ『ルージュの伝言』でドラマ化された（第10話、主演・村上里佳子）。
発売年のツアーなどではブラウン管を効果的に用いた演出で歌われ、映像作品『WINGS OF LIGHT "THE GATES OF HEAVEN" TOUR』に収録。公式YouTubeチャンネルでも視聴可能。
2. 時はかげろう
1990年にカルロス・トシキ&オメガトライブに提供した曲のセルフカヴァー。2000年テレビ朝日系ドラマ『手塚治虫劇場』（単発ドラマ）テーマソング。なお、オメガトライブは、サビの英語の部分をボーカルのカルロス・トシキの出身国ブラジルの公用語に合わせポルトガル語で歌っていた。
3. Aはここにある
恋愛をトランプのかけひきに例えている曲。
4. 満月のフォーチュン
ユーミンがチャイナドレスで歌うプロモーション・ビデオが製作されており、公式YouTubeチャンネルで視聴可能である。1990年～1991年 三菱自動車「新型ミラージュ」CMソング[6]
2018年の自薦ベストアルバム『ユーミンからの、恋のうた。』でベストアルバム初収録、続けて2022年のベスト『ユーミン万歳!』でも2022 mixが収録された。
5. Glory Birdland
1988年に運行を終了した青函連絡船を眺めながら、青森のホテルで作詞された曲だという。
6. ホタルと流れ星
7. Man In the Moon
「Man In the Moon」とはイギリスで古くから「月には薪を背負った男が住んでいる」という言い伝えである。1990年コクド「苗場プリンスホテル」CMソング[6]。
『ユーミンからの、恋のうた。』でも選曲された（ベストアルバム初収録）。
8. 残暑
熊本・有明海の干潟がイメージの舞台。1984年に麗美に提供した曲の中の1曲をセルフカヴァーした。また同じ1984年に同曲に英語詞がついた「君に捧げる心の歌〜I Believe in You〜」という曲をナンシー・ウィルソンに提供した。1991年のTBS系ドラマ『ルージュの伝言』でドラマ化された（第24話、主演・川越美和）。
9. 天国のドア
エクスタシー全般についてがテーマの歌。翌年1991年のTBS系ドラマ『ルージュの伝言』でドラマ化された（第2話、主演・国生さゆり）。
10. SAVE OUR SHIP
TBS系「ロシアの風・宇宙の風・ユーミン」（初の日本人宇宙飛行士としてTBSの秋山豊寛特派員が乗ったことで日本でも話題になった旧ソ連の宇宙船・ソユーズの打ち上げを取材した紀行番組）テーマソング。転じてTBSの同宇宙プロジェクト『日本人初!宇宙へ』のテーマソングとなる。これはレポーターとしてユーミンが出演、バイコヌール宇宙基地や星の街を訪れる。この曲は番組のための書き下ろしで詞は旅の後書き上げたとのこと。
「返事はいらない」のB面曲であり、『ひこうき雲』にも収録された「空と海の輝きに向けて」にも繋がっている作品であるとも後に述べている。

## 参加ミュージシャン
- キーボード : 松任谷正隆
- ドラム : John Robinson（#3,#4,#6,#9）、Harvey Mason（#5,#8）
- ドラム・プログラミング : 松任谷正隆（#2,#6,#7,#10）、江口信夫（#2,#6,#10）
- ハイハット : 江口信夫（#2,#7,#10）
- タム・タム : 江口信夫（#9）
- ベース : Leland Sklar（#2,#4,#9,#10）、Abraham Laboriel（#5,#8）
- エレクトリック・ギター : 松原正樹、鈴木茂（#9）
- アコースティックギター : 吉川忠英（#10）
- パーカッション : Michael Fisher（#2,#4,#5,#7,#8,#9）、浜口茂外也（#5,#7）
- サキソフォン : Jake H. Concepcion（#4,#5,#7）、Dan Higgins（#3,#6）
- パーカッション・プログラミング : 松任谷正隆（#5）、江口信夫（#5）
- フルート : Jake H. Conception（#5,#6）
- トランペット : Jerry Hey（#3,#6）、Gary Grant（#3,#6）
- トロンボーン ：Lew McReary（#3,#6）
- ストリングス：阿部雅士グループ（#10）
- シンセサイザー・プログラミング : 浦田恵司、山中雅文
- シンクラヴィア・プログラミング : 武新吾
- コーラス : 松任谷由実、木戸泰弘（#2,#5）、比山貴詠史（#2,#5）、広谷順子（#2,#5）、Maxine Waters（#2）、Julia Waters（#2）、Oren Waters（#2）、Phillip Ingram（#2）、桐ヶ谷俊博（#9）、障子久美（#9）